# دورواسانا

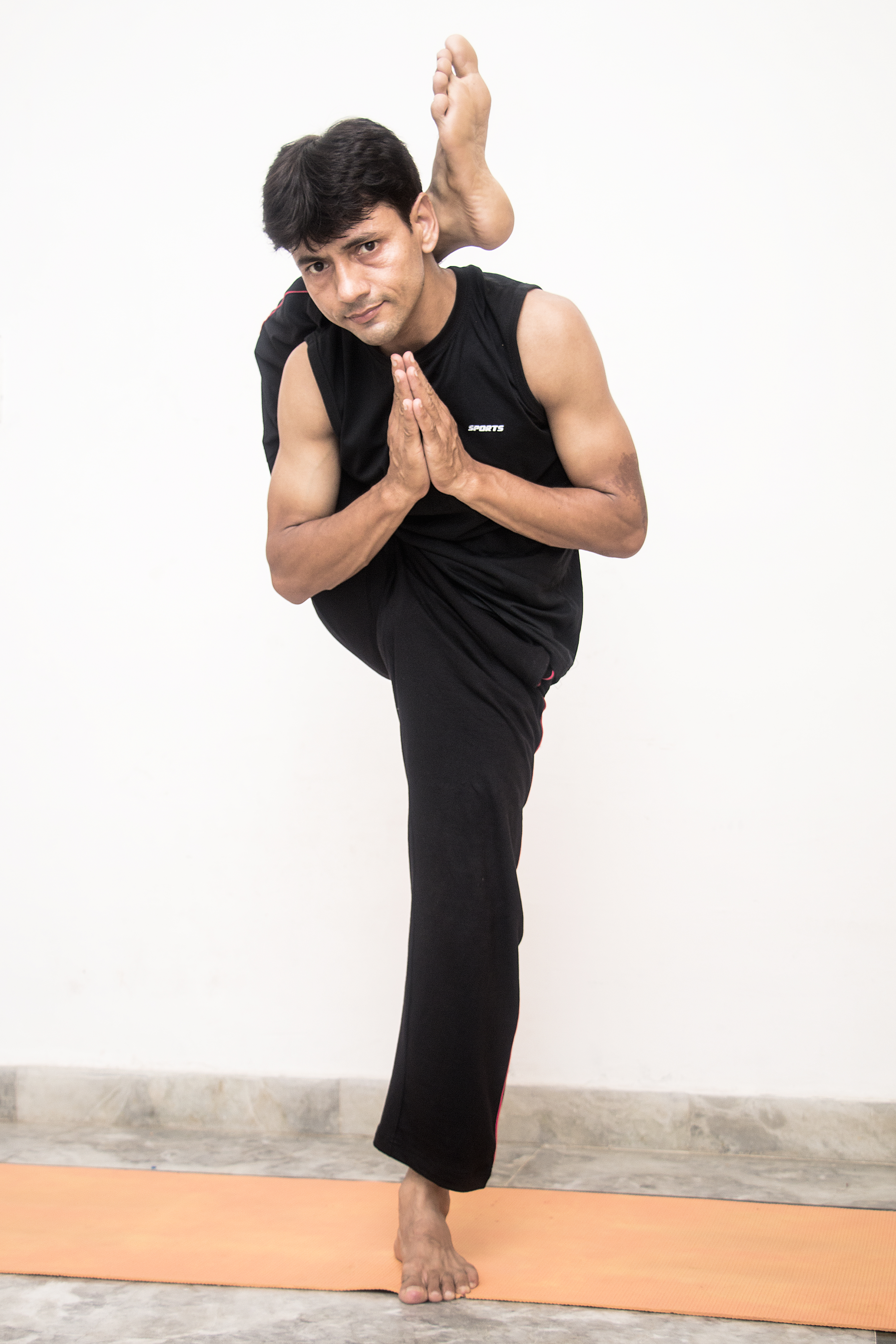
Durvasana

دورواساسانا (به سانسکریت: दुर्वासासन) یا دورواسانا، یک آسانا ایستاده پیشرفته در هاتا یوگا است.

## ریشه‌شناسی
نام این وضعیت از Durvasa (दुर्वासा) یک حکیم عصبانی گرفته شده‌است. 
در قرن هجدهم، آیه ۸۱ Hathabhyasapaddhati، حالتی را توصیف می‌کند که آن را Trivikramasana با عبارت «پا را روی گردن بگذارید و بایستید» نام گذاری کرده‌است. Sritattvanidhi قرن نوزدهم حالتی را توصیف و نشان می‌دهد که آن را Trivikramasana نامیده‌است، اما محقق یوگا نورمن Sjoman بیان می‌کند که Durvasasana است.

## شرح
Durvasasana یک حالت تعادل ایستاده پیشرفته با یک پا پشت گردن است. دستها روی سینه در وضعیت دعا با هم نگه داشته می‌شوند. BKS Iyengar علاوه بر امتیاز سطح دشواری ۲۱ (از ۶۰)، بیان می‌کند که حفظ تعادل در این وضعیت دشوار است، و توصیه می‌کند برای شروع از یک پشتیبانی استفاده کنید.  در Ashtanga Vinyasa Yoga، تنفس در حالت طبیعی یا ujjayi بیان شده‌است.